# Rozłóg
Rozłóg (niecka korazyjna) – rodzaj nieckowatej doliny, charakteryzującej się niewielkim spadkiem dna i łagodnymi zboczami, o dość stałym kącie nachylenia stoków, bez ich załamań. Granica między górną częścią doliny a graniczącą z nią wierzchowiną jest równie stopniowa i łagodna.
Rozłogi powstają na zboczach zbudowanych ze skał małoprzepuszczalnych (iły, gliny), głównie w wyniku spełzywania oraz spłukiwania osadów przez deszcze, w mniejszym zakresie udział ma też erozja wodna. W przypadku plejstoceńskich rozłogów istotną rolę w przemieszczaniu się osadów na stokach miała soliflukcja, która przekształciła debrze, wąwozy lub parowy w rozłogi.
Rozróżnia się rozłogi żywe – holoceńskie i martwe – plejstoceńskie.
Rozłogi mogą mierzyć do 5 km. Rodzajem rozłogu jest niecka denudacyjna, która wyróżnia się małą długością i większym nachyleniem dna doliny.